# Gschwendner Bach
Der Gschwendner Bach ist ein etwa drei Kilometer langer Bergbach des Mangfallgebirges im Gemeindegebiet von Fischbachau im bayerischen Landkreis Miesbach, der unterhalb des Weilers Achau von links in die Leitzach mündet.

## Verlauf
Die höchste Quelle des Gschwendner Bachs liegt auf etwa 1186 m ü. NHN am oberen Ostabfall des Schliersbergs, hier Gschwendner Berg genannt. Er fließt anfangs ostwärts, nimmt dabei ein Büschel anderer Bäche und Gerinne auf und passiert den in Abstand südlich liegenden Weiler Obergschwend. Beim am rechten Ufer liegenden Weiler Mittelgschwend wendet er sich auf nunmehr noch etwa 807 m ü. NHN auf fast nördlichen Lauf, der Weiler Untergschwend liegt gleich danach in wieder mehr Abstand rechts. Auf etwa 718 m ü. NHN mündet er nach 2,9 km langem Lauf von links etwa 0,7 km westlich und unterhalb des Weilers Achau gleich nach einer Wirtschaftswegbrücke in die Leitzach.

## Zuflüsse
- Am Oberlauf fließt dem Gschwendner Bach ein Büschel aus namenlosen Bächen und Gerinnen zu
- Kaltwasserbach, von links und Südwesten auf etwa 742 m ü. NHN[1] in den Unterlauf